# Filologia catalana
La filologia catalana és la branca de la filologia que s'ocupa de l'estudi de la llengua catalana i la literatura catalana. Actualment, la carrera de Filologia Catalana es pot estudiar en onze universitats dels territoris de parla catalana: sis al Principat de Catalunya (URV, UB, UAB, UOC, UdL i UdG), dos al País Valencià (UA i UV), a la Universitat de les Illes Balears (UIB) i a la Universitat d'Andorra (UdA). La Universitat de Perpinyà (UPVD), a través de l'IFCT ofereix un grau de català i un màster d'Estudis catalans que ofereixen estudis de llengua i literatura juntament amb d'altres d'història, economia i geografia dels territoris de parla catalana.
Durant les negociacions sobre l'EEES se'n va arribar a proposar l'eliminació o la dissolució en una filologia genèrica de les llengües de l'estat espanyol que s'especialitzés els darrers cursos; la proposta, però, també gràcies al moviment estudiantil, no va prosperar. Actualment, el Grau de Filologia catalana es desenvolupa al llarg de quatre cursos.

## Objecte d'estudi
Al llarg dels quatre anys de carrera el filòleg català, després d'aprendre les bases de la lingüística i la literatura, realitza un extens estudi en llengua i literatura catalanes. D'aquesta manera, obté coneixements dividit en llengua i en literatura:
- Llengua:
  - Normativa actual
  - Gramàtica sincrònica: sintaxi, fonètica, fonologia, morfologia, lexicologia
  - Gramàtica diacrònica
  - Dialectologia
  - Sociolingüística i política lingüística
  - Creació i redacció de textos

- Literatura:
  - Literatura medieval
  - Literatura moderna
  - Literatura contemporània
  - Mètodes d'anàlisi literària
  - Crítica textual